# Gerd Rienäcker
Gerd Rienäcker (* 3. Mai 1939 in Göttingen; † 3. Februar 2018 in Berlin) war ein deutscher Musikwissenschaftler.

## Leben
Gerd Rienäcker wurde in Göttingen als Sohn des Chemikers Günther Rienäcker geboren. Gerd Rienäcker studierte von 1959 bis 1964 Musikwissenschaft (Nebenfach: Kunstwissenschaft) bei Ernst Hermann Meyer, Georg Knepler, Walther Vetter, Peter H. Feist und Carl Heinz Claasen an der Humboldt-Universität zu Berlin (HUB), zugleich Komposition bei Hans Georg Görner.
Von 1964 bis 1966 arbeitete Gerd Rienäcker als Musikdramaturg (für Oper, Operette, Konzert) am Landestheater Eisenach. 1966 wurde er wissenschaftlicher Aspirant, von 1967 bis 1985 wissenschaftlicher Assistent am Institut für Musikwissenschaft der Humboldt-Universität. Dort wurde er 1973 mit einer Dissertation über dramaturgische Prinzipien in Opern von Paul Dessau, Siegfried Matthus, Udo Zimmermann und Robert Hanell promoviert. 1984 habilitierte er sich mit einer Habilitationsschrift über die Dramaturgie des Finales in Opern von E. T. A. Hoffmann, Louis Spohr, Carl Maria von Weber und Heinrich Marschner. 1985 wurde er zum Hochschuldozenten, 1988 zum außerordentlichen Professor und 1990 zum ordentlichen Professor für Theorie und Geschichte des Musiktheaters an die Humboldt-Universität zu Berlin berufen. Seit 1996 lehrte er an mehreren deutschen Hochschulen.
Seine Forschungsinteressen galten einerseits der Theorie des Musiktheaters als Institution und Gattung, der Geschichte der Oper und Operette, Wagners Opern und Dramen und Bertolt Brechts Bedeutung für das Musiktheater; andererseits der europäischen Kompositionsgeschichte der Neuzeit und methodologischen Problemen der Musikgeschichtsschreibung und Musikanalyse. Aus diesen Interessen resultierten sowohl die Inhalte und Methoden seiner Lehrveranstaltungen (u. a. zur Dramaturgie des Musiktheaters, zur Geschichte der Notation und zur Instrumentation, zur Analyse von Werken der Oper und Operette, zur Analyse von Musiktheater-Inszenierungen) als auch die Themen mehrerer Bücher und vieler Aufsätze.
Zu seinen akademischen Schülern gehören u. a. Peter Wicke, Daniela Reinhold, Antje Kaiser, Susanne Binas-Preisendörfer, Sebastian Klotz und Aniara Amos.
Rienäcker hatte noch zwei Geschwister: die promovierte Ärztin Anne Rienäcker (* 1951), verh. Wilke und den promovierten Physiker Jürgen Rienäcker (* 1936), dessen Sohn, der Informatiker Uwe Rienäcker, ist mit der Künstlerin Sandra Rienäcker verheiratet.

## Veröffentlichungen (Auswahl)

### Buchpublikationen
- Gedanken zu einigen sinfonischen Werken sowjetischer Komponisten : Einführungsmaterial für Kulturfunktionäre. Berlin: Zentralvorstand d. Ges. für Dt.-Sowjet. Freundschaft, Abt. Kulturpolitik, Arbeitsgruppe Musik, 1969
- Die 11. und 12. Sinfonie von Dmitri Schostakowitsch. Einführungsmaterial f. Kulturfunktionäre. Berlin: Zentralvorstand d. Ges. f. Dt.-Sowjet. Freundschaft, Abt. Kulturpolitik, 1970 (gemeinsam mit Vera Reising)
- Zu einigen Aspekten dialektischer musikalisch-dramaturgischer Figureninterpretationen in neueren Werken des Opernschaffens der Deutschen Demokratischen Republik. Berlin (Ost), Dissertation A, 1973
- Arbeitsmaterial zur Werkanalyse. Berlin: Hauptabt. Lehrerbildung d. Ministeriums für Volksbildung, 1979/81 (gemeinsam mit Wilhelm Baethge und Hella Brock)
- Finali in Opern von E. T. A. Hoffmann, Louis Spohr, Heinrich Marschner und Carl Maria von Weber. Gedanken zur Theorie u. Geschichte d. Opernfinales. Berlin, Humboldt-Univ., Dissertation B, 1984
- Artikel in der Enzyklopädie Die Musik in Geschichte und Gegenwart. 2. Auflage Kassel 1994 ff: Ensemble, Finale, Introduktion, Quartett (vokal), Terzett (vokal)
- Vorträge und Aufsätze 1982–2000. Sonderausgabe zum Internationalen Richard Wagner Kongress 1. bis 4. Juni 2000 in Berlin. Berlin 2000
- Richard Wagner. Nachdenken über sein „Gewebe“. Berlin 2001
- Musiktheater im Experiment. Fünfundzwanzig Aufsätze. Berlin 2004

### Aufsätze / Berichte (Auswahl)
- Publikationsverzeichnis der Festschrift für Gerd Rienäcker zum 65. Geburtstag (für die Jahre 1967–2004), Berlin 2004
- Gedanken zum Verhältnis musiktheoretischer Lehrsysteme zur musikgeschichtlichen Entwicklung. In: Beiträge zur Musikwissenschaft. Jg. 9/2, 1967, S. 128–133.
- Ernst Hermann Meyer – Sinfonie in B. In: Heinz Alfred Brockhaus et al. (Hrsg.): Sammelbände zur Musikgeschichte der Deutschen Demokratischen Republik. Band I. Berlin 1969, S. 56–90.
- Vertane Chancen. Nachdenken über Bach-Bilder in der DDR. In: Joachim Lüdtke (Hrsg.): Bach und die Nachwelt. Band 4: 1950–2000. Frankfurt/Laaber 1996/2005, S. 97–100.
- Die industrialisierte Idylle – zur Revue „Im Weißen Rößl“, geschrieben am 30. November 1997 für die Inszenierung von Jochen Biganzoli im Kleist-Theater Frankfurt/Oder
- Händel und die Opera seria, Berlin 2003/04
- Stichworte zu Bachs musikalischer Theologie, Berlin 2004
- Der Zauberer hinter dem Zauberer – zur Dramaturgie des ersten Finales der Oper „Faust“ von Louis Spohr, Berlin 2004
- Fibel-Musik? Anmerkungen zu Hanns Eislers und Paul Dessaus Vertonung der „Kriegsfibel“. In: Nina Ermlich Lehmann (Hrsg.): Fokus „Deutsches Miserere“ von Paul Dessau und Bertolt Brecht. Festschrift Peter Petersen zum 65. Geburtstag. Hamburg 2005, S. 87–110.
- Im Blick zurück nach vorn : Komposition als Vermittlung zwischen Vergangenheit und Zukunft. In: Maren Köster und Dörte Schmidt (Hrsg.): „Man kehrt nie zurück, man geht immer nur fort“. Remigration und Musikkultur. München 2005, S. 105–120.
- Musizieren im Zeichen Benjamins – Rückfragen an Geschriebenes. In: Hanns-Werner Heister, Wolfgang Martin Stroh und Peter Wicke (Hrsg.): Musik-Avantgarde. Zur Dialektik von Vorhut und Nachhut. Eine Gedankensammlung für Günter Mayer zum 75. Geburtstag. Oldenburg 2006, S. 191–210.
- Wagner und die Neudeutsche Schule. In: Detlef Altenburg (Hrsg.): Liszt und die Neudeutsche Schule. (Reihe: Weimarer Liszt-Studien, Band 3). Laaber 2006, S. 201–206.
- Unterwegs zu Dmitri Schostakowitsch – in fünfzehn Schritten, Berlin 2006/07
- Über das Einleiten – Gedanken zur Ouvertüre der Oper „Die Zauberflöte“ von W. A. Mozart. In: Friederike Wißmann, Thomas Ahrend und Heinz von Loesch (Hrsg.): Vom Erkennen des Erkannten. Musikalische Analyse und Editionsphilologie. Festschrift für Christian Martin Schmidt. Wiesbaden 2007, S. 171–181.
- Peter Konwitschny – Marxist und Realist. In:  Anja Oeck: Musiktheater als Chance. Peter Konwitschny inszeniert. Berlin 2008, S. 25–26.
- Thesen zur „Dreigroschenoper“. In: Musik & Ästhetik. Band 13/50, 2009/April, S. 85–90.
- ... von moralischen Konnotationen befreien. Über DDR-Musikgeschichte vor und nach 1989/90. In: NZfM. Band 171, 2010/2, S. 12–15.
- Peter Konwitschny inszeniert Verdi. In:  Camilla Bork et al. (Hrsg.): Ereignis und Exegese. Musikalische Interpretation – Interpretation der Musik. Festschrift für Hermann Danuser zum 65. Geburtstag. Schliengen 2011, S. 516–527.
- Stichworte zu Bachs musikalischer Theologie. In:  Thomas Phleps und Wieland Reich (Hrsg.): Musik-Kontexte. Festschrift für Hanns-Werner Heister. Band 2. Münster 2011, S. 737–749.
- ... aber ändre die Welt, sie braucht es! In: Ulrich Tadday (Hrsg.): Hanns Eisler. Angewandte Musik. (Reihe: Musikkonzepte, Sonderband). München 2012, S. 64–81.
- Künftigen Glückes gewiß, gewiß, gewiß. – fünf Sätze über Eislers „Ernste Gesänge“ In: Hartmut Krones (Hrsg.): Hanns Eisler. Ein Komponist ohne Heimat?. (Reihe: Schriften des Wissenschaftszentrums Arnold Schönberg, Band 6). Wien 2012, S. 109–115.
- Hanns Eisler – ein Sonderfall. In: Hartmut Krones (Hrsg.): Hanns Eisler. Ein Komponist ohne Heimat?. (Reihe: Schriften des Wissenschaftszentrums Arnold Schönberg, Band 6). Wien 2012, S. 331–340.
- Musizieren über Traditionen. „Die Soldaten“ von Bernd Alois Zimmermann, „Einstein“ von Paul Dessau. In: Detlef Altenburg und Rainer Bayreuther (Hrsg.): Musik und kulturelle Identität. (Bericht über den XIII. Internationalen Kongress der Gesellschaft für Musikforschung, Weimar 2004). Band 2: Symposien B. Kassel 2012, S. 259–265.
- Musik im Raum – Musik als Raum? Notate zu einigen Passagen des Requiems von Berlioz. In: Veronika Busch et al. (Hrsg.): Wahrnehmung, Erkenntnis, Vermittlung. Musikwissenschaftliche Brückenschläge. Festschrift für Wolfgang Auhagen zum sechzigsten Geburtstag. Hildesheim 2013, S. 157–166.
- Ernst Hermann Meyer über Georg Friedrich Händel – einige Notate. In: Händel-Jahrbuch. Band 60, 2014, S. 97–108.
- Schostakowitschs Klage um Jüdisches Leid. In: Deutsche Schostakowitsch-Gesellschaft (Hrsg.): Schostakowitsch-Aspekte. Analysen und Studien Berlin 2014, S. 89–96.